# Acraea siliana
Acraea siliana är en fjärilsart som beskrevs av Charles Oberthür 1893. Acraea siliana ingår i släktet Acraea och familjen praktfjärilar. Inga underarter finns listade i Catalogue of Life.